# Rosa minutifolia
Espèce
Rosa minutifolia est une espèce de plantes à fleurs de la famille des Rosaceae. C'est un rosier classé dans le sous-genre Hesperhodos, originaire d'une aire très localisée en Amérique du Nord, dans la région de Basse-Californie (Mexique).
C'est une espèce rare dans son aire d'origine et en danger d'extinction en Californie.
Synonyme : Hesperhodos minutifolia Engelm.

## Description

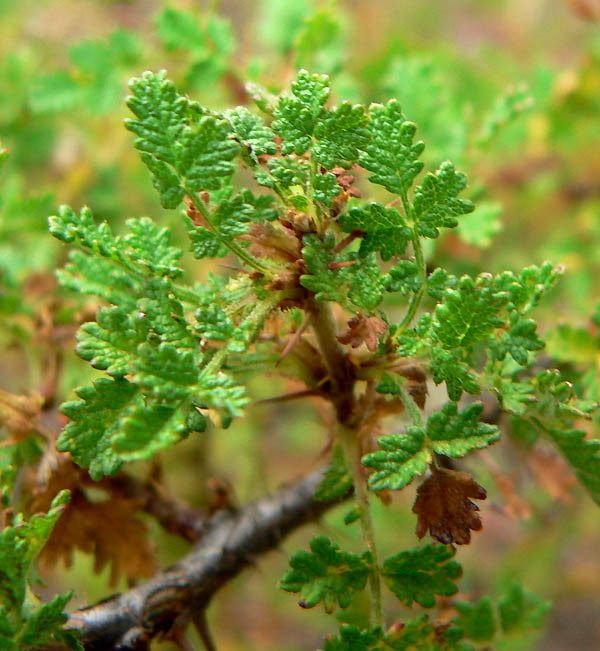
Feuillage.

Ce rosier est un arbrisseau bas de moins de 75 cm de haut.
Il se distingue par ses feuilles, les plus petites de tout le genre Rosa, d'où son nom spécifique de minutifolia. Les folioles n'ont que 3 à 7 mm de long.
Les fleurs, simples, de couleur rose plus ou moins foncé, ont moins de 2,5 cm de diamètre. Elles donnent des fruits très épineux de 5 mm de diamètre.
Rosa minutifolia est cultivée dans les jardins comme plante ornementale.

## Étymologie et dénomination
Le nom Rosa minutifolia était auparavant contesté, car certains pensaient qu'il appartenait à son propre genre, Hesperhodos. Cependant, le nom a depuis été résolu.